# Terphothrix impura
Terphothrix impura är en fjärilsart som beskrevs av William Schaus 1896. Terphothrix impura ingår i släktet Terphothrix och familjen tofsspinnare. Inga underarter finns listade i Catalogue of Life.